# Milan Andrýsek
Milan Andrýsek (* 29. března 1950 Zlín) byl český a československý politik Československé strany lidové, poslanec Sněmovny národů Federálního shromáždění po sametové revoluci. Počátkem 90. let předseda Křesťanskosociální unie.

## Biografie
K roku 1990 je profesně uváděn jako vedoucí provozu Svit s. p. Zlín, bytem Zlín. Na přelomu 80. a 90. let 20. století působil jako místopředseda okresní organizace ČSL ve Zlíně, která byla jednou z nejsilnějších v rámci strany.
V lednu 1990 zasedl v rámci procesu kooptací do Federálního shromáždění po sametové revoluci do Sněmovny národů (volební obvod č. 52 - Zlín, Jihomoravský kraj) jako poslanec za ČSL. Ve Federálním shromáždění setrval do konce funkčního období, tedy do voleb roku 1990.
Později se se svou stranou rozešel. V listopadu 1992 se stal na ustavujícím sjezdu předsedou nové středolevé formace Křesťanskosociální unie, na jejímž vzniku se podíleli sympatizanti sesazeného předsedy ČSL Josefa Bartončíka. Podle jiného zdroje byl v letech 1992–1996 jedním ze tří místopředsedů KSU. Po sloučení této strany s Českomoravskou unií středu roku 1996 odešel z politického života. Ve volbách v roce 1996 ještě kandidoval do Poslanecké sněmovny Parlamentu České republiky za ČMUS ve Východočeském kraji, ale strana nezískala parlamentní zastoupení.
V komunálních volbách roku 1998 byl zvolen ing. Milan Andrýsek (věk 48 let) do zastupitelstva obce Racková za ČSSD. Mandát obhájil v komunálních volbách roku 2002. Profesně se zmiňuje coby soukromý podnikatel a technik.
V letech 1994–2008 je evidován jako živnostník, bytem Racková, později Žďár nad Sázavou.